# Ловачка авијација
Ловачка авијација је врста борбене авијације опремљене ловачким авионима намијењена за борбу у ваздушном простору.
Основна намјена ловачке авијације, у садејству с јединицама противавионске одбране, је борба за превласт у ваздушном простору и подршка Копнене војске и Ратне морнарице.
Ову намену остварује извршавајући задатке:
- Заштите ваздушног простора
- Заштите јединица Копнене војске и Ратне морнарице од напада из ваздуха
- Заштите објеката и инфраструктуре интересне територије од напада из ваздуха
- Обезбјеђења извршавање задатака других врста авијације

Секундарна улога Ловачке авијације су јуришна дејства и извиђање.
Надмоћ ловачке авијације се манифестује са супериорношћу летних карактеристика ловачких авиона, технолошког нивоа њихове опреме и наоружања, система командовања и везе и садејством с другим снагама.